# جون روبرت بروكتر
جون روبرت بروكتر (بالإنجليزية: John Robert Procter) هو جيولوجي أمريكي، ولد في 16 مارس 1844 في مقاطعة ماسون في الولايات المتحدة، وتوفي في 12 ديسمبر 1903 في واشنطن العاصمة في الولايات المتحدة.